# Phyllachora galavisii
Phyllachora galavisii är en svampart som beskrevs av Chardón 1934. Phyllachora galavisii ingår i släktet Phyllachora och familjen Phyllachoraceae.   Inga underarter finns listade i Catalogue of Life.